# تاروت (جزيرة)
جزيرة تاروت هي جزيرة سعودية تقع في الخليج العربي، وتتبع إدارياً محافظة القطيف إحدى محافظات المنطقة الشرقية. وتعتبر رابع أكبر جزيرة في الخليج العربي بعد قشم وبوبيان ومملكة البحرين، ويرتبط تاريخ الجزيرة بتاريخ منطقة البحرين. ويرجع تاريخ الجزيرة المعروف إلى أكثر من خمسة آلاف عام قبل الميلاد، وهي من أقدم البقاع التي عاش فيها الإنسان، ومن أقدم بقاع شبه الجزيرة العربية. والجزيرة هي إحدى مكونات واحة القطيف في المنطقة الشرقية.

## التسمية
ترجع تسمية جزيرة تاروت بذلك نسبةً إلى عشتار أو أشتار أو عشتروت أو عشتاروت وهي آلهة الحب والجمال والجنس والحرب عند البابليين والكنعانيين ومنهم الفينيقيين أيضاً. وترمز بشكل عام إلى الآلهة الأم الأولى منجبة الحياة، وكان أحد رموزها الأسد.

## التاريخ
كانت جزيرة تاروت إحدى أهم مراكز مملكة دلمون وكان لها دور كبير في تاريخ المنطقة خلال أكثر من خمسة آلاف سنة سبقت الميلاد، واستمر فيها الاستقرار البشري بكل عنفوان ونشاط، دللت عليه المعثورات الأثرية فيها خلال هذه القرون حتى يومنا هذا، وهو أمر يندر حدوثه في الكثير من المناطق الأثرية في العالم. وكان لها الدور الأكبر في الحياة التجارية في الخليج وتعتمد عليها بلاد الرافدين وبقية المنطقة الساحلية في شرقي شبه الجزيرة العربية ولها علاقات وطيدة مع الكثير من المناطق المتحضرة في المنطقة.

## الجغرافيا

### الموقع
تقع جزيرة تاروت على بعد 6 كم من ساحل خليج كيتوس شرق المملكة العربية السعودية، على دائرة عرض 26 ْ شمالاً.

### المساحة
تبلغ مساحة جزيرة تاروت حالياً 32 كم مربع تقريباً.

### التركيب السكاني
يبلغ عدد سكان جزيرة تاروت 77,757 نسمة موزعين على مناطقها المختلفة وفقاً لإحصاء عام 2010م. ويضم فيها مجتمع جزيرة تاروت أربع فئات هي: الصيادون، والفلاحون، والتجار، وموظفو الحكومة والشركات والمؤسسات. وقد اتجه كثير من الأهالي للعمل في الشركات الكبرى
مثل أرامكو وسابك والمتقدمة والهيئة الملكية للجبيل وينبع.

### المناخ
مناخها شبيه بمناخ معظم مدن الخليج العربي. فهو شديد الرطوبة صيفاً في الفترة الممتدة من مايو إلى سبتمبر تهب فيه الرياح الخفيفة ويعتدل الجو ويصبح لطيفاً في الفترة الممتدة من سبتمبر إلى مايو حيث تتراوح الحرارة بين 18 و 22 درجة مئوية أثناء النهار وبين 8 و 13 درجة مئوية أثناء الليل.

## الحياة الفطرية
تتواجد في الجزيرة طبيعة متنوعة من طيور وأسماك وأشجار ومع التمدد العمراني بدأت بالتقلص والتلاشي نتيجة إزالة المزارع ودفن البحر لكن لا يزال جزء كبير منها متواجد.

### الطيور
يتواجد في الجزيرة العديد من الطيور، ولاسيما أن جزيرة تاروت بوابة للطيور المهاجرة.

#### قائمة ببعض الطيور المحلية المتواجدة أو التي تواجدت في الجزيرة
- الجويري
- بقويقة سلطانية سوداء الذيل
- الزقزاق الرمادي
- طيطوي أحمر الساق أرقط
- أبو الخصيف الزرقي
- الزقزاق المطوق
- الزرقي

وغيرها الكثير

#### قائمة ببعض الطيور المهاجرة
- صرد حسيني
- صرد دمياني
- صرد رماني
- الشولة
- سمنة شرايصة
- سمنة الصخور
- خطاف المخازن
- لواء
- وروار أوروبي
- وقواق شائع
- رفراف
- بلشون القطعان
- عقاب سعفاء كبرى
- دخلة الزيتون

وغيرها الكثير

### الأشجار
كانت النخيل سابقاً تغطي معظم جزيرة تاروت، ولكن في السنوات الأربعين الأخيرة تم حرق وإتلاف نخيل تاروت وتدمير مزارعها.

#### قائمة بالأشجار التي تتواجد أو تواجدت في الجزيرة
- النخلة بأغلب أنواعها.
- نبات البقل
- الريحان وهو نبات ذو رائحة زكية.
- الحبك وهو نبات ذو رائحة زكية ويستخدم في تحضير الشاي.
- النعناع نبات ذو رائحة زكية يستخدم في تحضير الشاي.
- الخس
- الرويد
- الطماطم والطماطم الرامسي.
- الليمون والليمون القطيفي  ذو اللون الأخضر.
- شجرة الكنار
- شجرة اللوز

وغيرها الكثير

#### غابات المانجروف
كانت تحيط بجزيرة تاروت الكثير من أشجار المانجروف المسماة محلياً بالقرم وهي تنمو على الشواطئ البحرية التي يغمرها الماء في حالة المد وينحسر عنها في حالة الجزر ولهذه النبتة أهمية في تنمية الأسماك والبيئة البحرية، ولكن وبعد التمدد العمراني والدفن الجائر للمنطقة لم يتبقى إلا القليل، وهي مهددة بسبب التوسع العمراني. يوجد لها محمية تمتد من شاطئ الزور وسنابس ومروراً بشاطئ الرملة البيضاء بالربيعية وانتهاءاً بشاطئ دارين.
توجد المنطقة الأخرى للمانجروف في شاطئ حي الجامعيين غرب الجزيرة وهو تحت تهديد التوسع السكاني، والتلوث البيئي. في 13 يونيو 2013، تم إجراء حملة بيئية لتنظيف الشاطئ بحضور متطوعين من القطيف ومن خارجها.

## الآثار
تعد قلعة تاروت من أهم المعالم الأثرية الباقية في محافظة القطيف، وشُيدت هذه القلعة قبل حوالي 600 عام، فوق أنقاض أساسات مبانٍ قديمة تعود إلى الألف الثالثة ق.م..
في عام 1968م زار جيفري بيبي رئيس البعثة الدنماركية جزيرة تاروت بعد أن سمع عن بعض مكتشفات بعض المدافن التي تعود إلى الفترة الهلينستية في الجزيرة، فجعلها أحد أهداف المسح الدنماركي للمنطقة الشرقية الذي تم في سنة 1968م ومن خلاله تم اكتشاف بعض المعثورات الأثرية منها التماثيل والفخار والذي أطلق على بعض منه (فخار العُبيد).

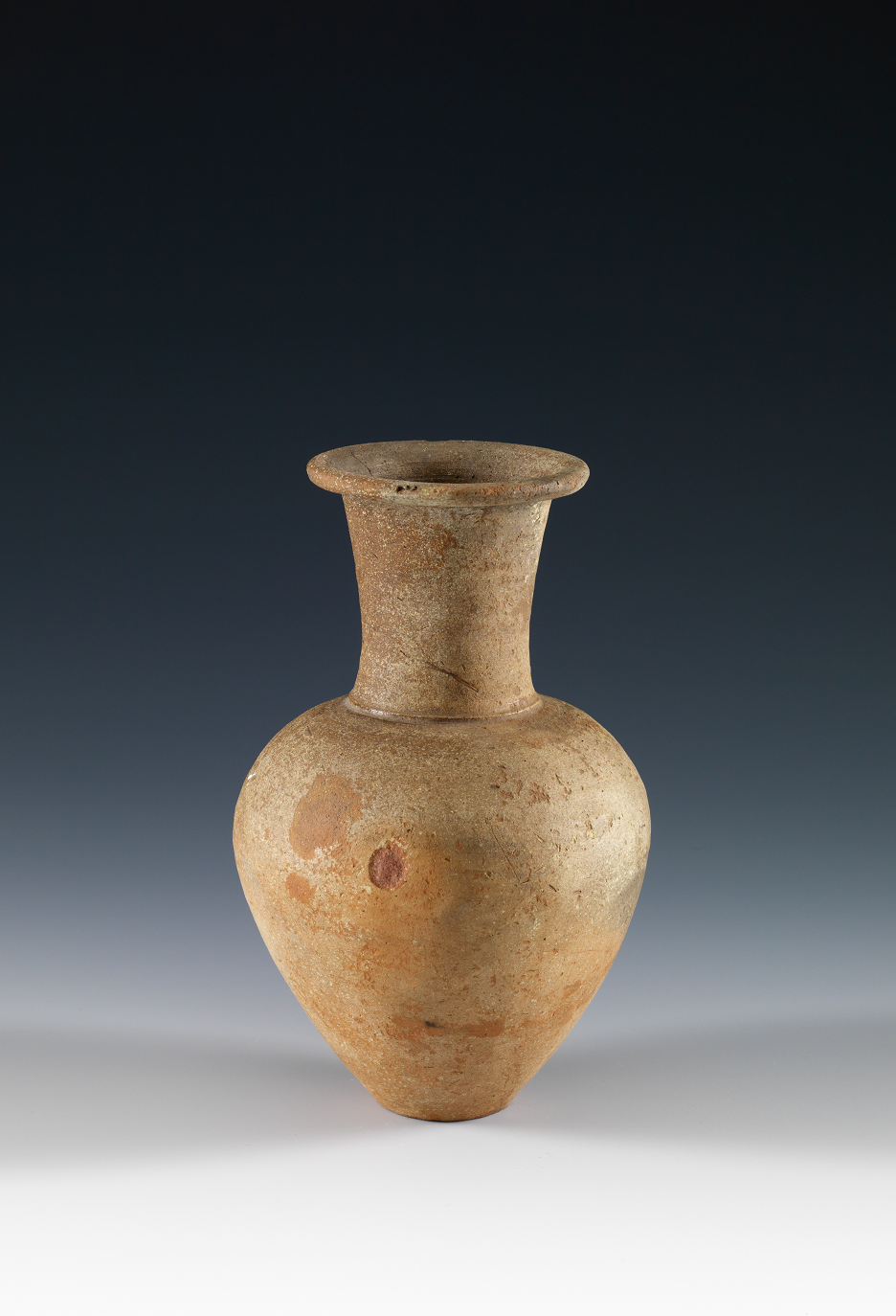
جرة فخارية لحفظ السوائل من تاروت

ومن خلال تلك المكتشفات والتسلسل الطبقي للموقع فقد أطلق عبارته الشهيرة بأن تاروت أقدم موقع استيطاني في الخليج.
تفتحت الحضارة الإنسانية على أرض تاروت من أزمان سحيقة، وتعاقبت عليها أقوام وحضارات سادت ثم بادت مخلفة وراءها آثاراً دالة على العيش في هذه الأرض وقد لعبت الصدفة في إبراز الكثير من تاريخ الجزيرة.
عثر على الكثير من الآثار الفينيقية والساسانية والإسلامية فحينما بدأ أهل قرية الربيعية ببناء بيوتهم من الحصا والجص بدلا من العشش عام 1854 لجأ بعض العاملين بالمقلاع إلى المرتفعات القريبة (جنوب الربيعية) من أجل اقتلاع الحجارة فعثر بعضهم على الجرار ووجدوا قبورا عديدة أوحت للباحثين بأنها تشبه قبور اليهود، وعثروا أيضا على أواني فخارية لها فتحات من أعلى تشبه الطشت المغطى الذي يطلق عليه أهل تاروت (متكات) وفي منطقة الخارجية بشمال تاروت عثر على بعض التماثيل الطينية الصغيرة.

### الخادم العابد

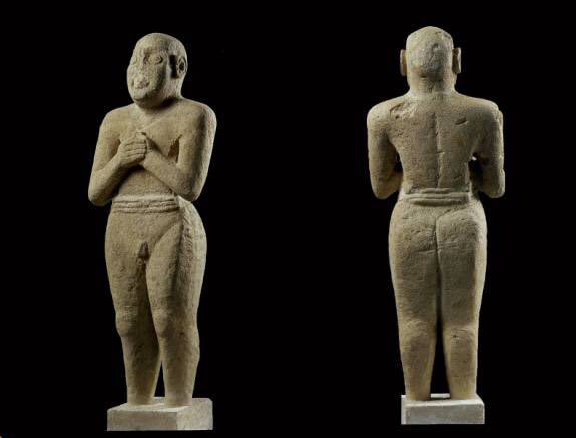
تمثال الخادم العابد الذي وجد في جزيرة تاروت يعود تاريخه إلى 2500 سنة ماقبل الميلاد

الخادم العابد وهو تمثال منحوت من الحجر الجيري القاسي ألقشطي اللون من الحجارة المحلية المتوفرة في المنطقة، يبلغ ارتفاعه 94 سم وهو على شكل رجل يتراوح عمره ما بين أربعين إلى خمسين سنة، وهو منتصب حليق الرأس والوجه، عاري الجسد ويشد حول خصره حزام بارز من ثلاث لفات، وفي أسفل البطن يظهر العضو التناسلي. يداه على صدره، الكف الأيمن فوق الكف الأيسر بضوح الأصابع والأظافر كما أن عظام القفص الصدري أسفل الرقبة تشكل الرقم 7 الهندية، مرافق اليدين مدببة وبارزة للخارج وتكوين الفراغ بين الذراعين والصدر وتحت الإبط. الرأس لا رقبة لها تقريباً والوجه بملامح حسنة التنفيذ والتي لا ينقصها التعبير وبأذنان بارزتان للخارج عليهما تجاويف الأذن وعينان غائرتان يحيطهما بروز نافر، الفم كبير بعض الشيء مما يوحي بأنه يتلو تراتيل دينية لكن عليه بعض التلف مع الأنف الذي تحصل على أكبر نسبة من التلف، الساقين ينفصلا عن بعضهما عند الركبة، ويقدمين مفقودتان أما الظهر فيظهر عليه ملامح العامود الفقري بخط غائر محفور بوضوح ويقسم الظهر إلى نصفين كما أن الحزام في أسفل الظهر وانحناء بسيط بين الفخذ والساق ليكون زاوية بسيطة أو انحناء بسيط خلف الركبة. هذا التمثال مكسور من الرقبة والخصر وهو مرمم.
لقد نحت هذا التمثال بعناية ليمثل الخادم العابد وهو في وضعية الصلاة والخشوع التام والتضرع للآلهة وقد جمع بين أسلوب التجريد ومحاكة الطبيعة وهو أسلوب وفن ذو أبعاد ثلاث وهو شبيه بتماثيل المتعبدين السومرية التي وجدت في بلاد الرافدين في مواقع مختلفة مثل تل الحريري وتل خفاجة وتل أسمر والتي تعود إلى النصف الأول من الألف الثالث قبل الميلاد من عصر ميسلم أو قريب منه، لكن بملامح قد تكون اقرب إلى السامية.
لا يعتقد بأن هذا التمثال قد جلب من بلاد الرافدين وانه قد نحت هناك وذلك أن هذا الحجر من الحجارة المحلية في المنطقة. هذا التمثال لا يحتوي على أية كتابة مثل معظم التماثيل في بلاد الرافدين والتي تعود إلى نفس الحقبة وهو ليس التمثال الوحيد المكتشف في الجزيرة أو في المنطقة الشرقية لكن قد يكون من أقدمها.
وقد يعتبر هذا التمثال نذرا لشخص ما من سكان الجزيرة كما أن عملية حلق شعر الرأس قد تكون من الطقوس التعبدية لأهل المنطقة قديماً والتي لا يعرف عنها الكثير، كما أن وقوفه عارياً قد يمثل وقوفه أمام الإله في وضعية الخادم أو الزاهد العابد الفقير، وقد يكون هذا التمثال أيضا بديلاً سحرياً بدافع ديني وان فتح الفم لإلقاء الشعائر الدينية تخدم دون انقطاع الشخص الذي وهبها نحو حياة خالدة.

### التنقيب والبحث
يرى كثير من الباحثين ممن حاولوا دراسة هذة المنطقة أنها كانت على الارجح مهد السلالات البشرية بعد ارتقائها سلم الحضارة، وبناء على منشورات الآثار السعودية، فإنه أمكن معرفة الكثير من تاريخ الاستيطان البشري في المنطقة الشرقية والتي تعتبر تاروت جزء منها ووقد كتب الباحث الآثري ت.بيبي كتابا بعد أن اجرى تنقيبا اثريا في تاروت وذلك في عام 1971. قال فيه: (وقد عثرت في ثاج وتاروت على عدد من النقوش التي يعود بعضها إلى ماقبل القرن الخامس قبل الميلاد، أسلوبها لا يختلف عن الأسلوب الكتابي الجنوبي إلا بمقدار ماتختلف السبنية عن المعينية، وينحصر الاختلاف في عكس بعض الحروف كاللام والجيم والذال والنون ولهذا أطلق عليها البروفيسور ألبرت جام اسم السباحسانية.
دفعت هذه الآثار كثيرا من العلماء والمؤرخين إلى زيارة جزيرة تاروت وجمع الظاهر من آثارها، وتمكنت البعثات التنقيبية من جمع المئات من قطع الفخار والكتابات القديمة مما دفع إحدى بعثات التنقيب إلى التأكيد بقدم الجزيرة، واتصالها بالحضارة السومرية في بلاد ما بين النهرين. في عام 1968 تلقى الباحث الأثري ت.بيبي تصريحا للتنقيب والكشف، وقد كشفت استطلاعاته عن وجود استيطان ومقابر في المنطقة الرفيعة بجزيرة تاروت وتوصل من خلال بحثه إلى التمييز بين مرحلتين.الأولى ذات علاقة بالفترة الخاصة بحضارة بلاد ما بين النهرين، وهي فجر السلالات الثاني والثالث. والثانية تعود إلى ما بعد الأولى بكثير وتتصل العصر الهيلينستي.
وفي فريق (حي) الأطرش الواقع في الطرف الشمالي من منطقة الرفيعة، عثر في قناة الري على قطع من الحجر الصابوني، وقد أثبتتالبعثة الدنماركية من خلال ما عثرت عليه من آثار أن منطقة الرفيعة كانت مصدرا للأواني غير المنقوشة المزخرفة والتي يعود تاريخها إلى اواسط الألف الثالث قبل الميلاد.
كذلك قامت في عام 1972 بعثة بالتنقيب عن آثار (تاروت), وكان يرأسها الدكتور عبد الله المصري، وكانت حصيلة التنقيب: تلك الاحجار الثمينة والجرار التي استخدمت كقبور للموتى وواكدت البحوث بأن ارض تاروت مليئة بتراث الحضارات القديمة التي عاشت في منطقة الخليج، كما تم العثور على سيوف ذهبية، وبعض التماثيل الصغيرة، وعملات قديمة وأواني فخارية وفضية وأحجار كريمة،

### قلعة تاروت
وتقع قلعة تاروت التي تم بناؤها بين عامي 1515 و1521م في وسط جزيرة تاروت وبالتحديد في الطرف الجنوبي الغربي من حي الديرة ولكن من غير المعروف حتى الآن من الذي بناها رغم ترجيحات بعض الباحثين من أن أهالي القطيف وتاروت بنوها لتحميهم من هجمات البرتغاليين إبان غزواتهم إلا ان البعض يرى أن الغزاة البرتغال هم الذين بنوها لتحميهم من هجمات الأتراك ضدهم إلا أنهم اضطروا لتسليم القلعة عام 1559م وخرجوا من تاروت إلى جزيرة أوآل (البحرين). وتتكون القلعة من 4 أبراج يقوم كل واحد منها في ركن من أركانها فناؤها مستطيل تتوسطه بئر عميقة يعتقد أنها لتخزين المؤونة في فترات الحصار ويزخر متحف الرياض الوطني بكثير من المقتنيات الأثرية ذات الدلالة التاريخية الهامة، التي تم اكتشافها في منطقة قصر تاروت الأثري، وكان آخر ما اكتشف هو مدفع حربي قديم، يعود بتاريخه لنفس الحقبة الزمنية، وهو موجود في متحف الدمام الإقليمي.

## الثقافة

### الآدب
جاءت الأدلة الأدبية في الشعر وغيره تؤيد استمرارية الأهمية التجارية لجزيرة تاروت وتؤيد الأدلة الأثرية التي ناقشناها في كتابنا «جزيرة تاروت» والتي تؤكد على أهمية هذه الجزيرة في المجال التجاري الاقصادي على مستوى الخليج العربي ولها صلات تجارية على مستوى المحيط الهندي والبحر الأحمر وشرقي أفريقيا منذ آلاف السنوات.
وانطلاقا من أهمية الشعر العربي باعتباره مصدرا مهما للتاريخ القديم والذي حفظ لنا الكثير من المعلومات عن البيئة والطبيعة في شبه الجزيرة العربي اعتمدنا عليه هنا كمصدر نستدل به على أهمية جزيرة تاروت باعتبارها المركز التجاري الأهم في الخليج العربي وخاصة فيما يتعلق باستيراد وتصدير البخور والعطور عند العرب.
ومن أهم الأبيات التي ذكرت جزيرة تاروت «دارين»:
1- قال الأعشى وقيل البيت لغيره:
قال النابغة المتوفى سنة 18 قبل الهجرة تقريبا حوالي 604م:
قال أعشى قيس المتوفى عام 7هـ/ 629م:
وذكرها أيضا وقال فيها:
قال جرير المتوفى 110هـ/ 728 م:
وذكرها الفرزدق 110هـ فقال:
قال أبو نواس المتوفى عام 198هـ/814م:
قال ابن الرومي المتوفي 283 هـ/ 896م:
ثنائي مسك دارين وذكري عنبر الشحر
قال ابن هاني الأندلسي المتوفي عام 362 هـ:
قال الشريف الرضي المتوفى 403 هـ:
قال المعري المتوفي 449 هـ:
وقال أيضاً:
قال ابن زيدون المتوفي عام 463 ه‍ 1071م:
وهذ ابن حيوس المتوفى سنة 473 هـ:
وابن الحداد المتوفى سنة 480 هـ:
قال ابن حمديس المتوفى عان 527 هـ:
قال الأعمى التطيلي المتوفي 525 هـ:
ويذكرها التعاويذي المتوفى سنة 583 هـ:
قال صفي الدين الحلي:
قال ابن معتوق:
وهو القائل:
وقيل فيها أيضا:
وقال الشيخ جمال الدين أبو زكريا الصرصري:
وقال أبو القاسم عبد الواحد بن الحريش الأصبهاني يرثي أبا العباس أحمد بن إبراهيم الضبي الملقب بالكافي الأوحد المتوفى سنة 399 هـ :

### الأمثال
- من سدد ديونه نامت عيونه
- كل من طق طبله قال أن قبله
- من عاش بالحيله مات بالفقر
- يكبر ويدبر
- اللي في الجدر يطلعه الملاس
- اللي له لسان ماتكله الخنفسان
- اللي ماعنده فلوس يقعد يحوس
- الحسا حساك لو الدهر نساك
- الدجاجة تموت وعينها في السبوس
- زينة المرأة نسلها وزينة النخلة حملها
- الفقر دكدكني والدين ماخليته
- لاتكثر الدوس يخلي يملونك
- الدين عمى عين
- من حبني حب بقلي حب مشاميم عقلي
- من مدح نفسه يبيله رفسه
- اللي مايستحي ماينتخي
- الزين زين ولو قعد من النوم والشين شين لو كحل عيونه
- العورة تعايب على أم زر
- كثر الكلام يجيب الملام
- لف صبعك كلٍِ ينعت لك دواء
- الطير يتفلى والحبال يتقلى
- وش لك بالبحر واهواله وارزاق الله على السيف
- الشيصه في البحر حلوة
- عنبر أخو بلال
- الجار قبل الدار
- اختم الصنعة وعلقها في الروزنة
- يوم العيد ماعيدوَ يوم الشدايد عيدوَ
- عندك يا حماري تمر في كراز طالعه يا حماري وانهق

### عادات وتقاليد
من المعتاد عند أغلب الاسر في المنطقة أن يتخير أهل العروسين لإعلان يوم الخطبة يتفائلون به ويتوافد المدعوون من الأهل والجيران لكلا العروسين وتبدأ سلسلة التهاني والتبريكات، ورائحة البخور والطعام والمولد هو السائد وقد جرت العادة في تاورت أن يقوم أهل العريس بتقديم كمية من السمك لأهل العروس ويقوم هؤلاء بدورهم بتوزيع السمك على الأهل والمعارف والجيران إعلاماً لهم أن الفتاة ابنة فلان قد خطبت إلى ابن فلان، وهي من العادات التي تتميز بها جزيرة تاروت عن بقية جاراتها مع العلم أن هذه العادة بدأت تختفي هذه السنوات إلا أنها لا زالت موجودة ويقوم بعض الناس أو الأسر الميسورة بإبقاء هذه العادة.
وجرت العادة أيضاً أن تحجز الخطيبة في البيت بعد إعلان خطبتها فلا تبرحه إلا للأمور الهامة التي تستدعي خروجها، وبقاؤها في البيت يتطلب من الأم أيضاً إعدادها إعداداً تاماً لكي تصبح زوجة كاملة لتحوز على رضا زوجها وأهله وبالطبع من العادة المتبعة قديماً أن الخطيب لا يحضر بيت خطيبته أيام الخطبة ولا يراها إلا ليلة الدخلة. كما تعتبر ليلة الغسالة من الليالي التي اندثرت في المجتمع التاروتي فقد كانت العادة أن تستقبل الفتاة صديقاتها وبنات حيها وقريباتها عند غروب الشمس أو قبلها بقليل ويسيرون في موكب تتقدمهن العروسة وهن ينشدن الأناشيد حتى يصلن إلى العين العودة الخاصة بنساء البلدة وبعد الانتهاء من الاستحمام يعدن الفتيات بالعروسة إلى دارها بأغانيهن الشعبية وزغاريدهن، ومن أغانيهن:
هبهب يا مشمر [1] من فوق رأس البيض
هبهب يا مشمر
خلها تتكشمر [2] (فلانة) كحيلة العين
خليها تتكشمر.
وهكذا يبقين في الغناء حتى يصلن إلى دار أبيها ويكملن فرحتهن وأناشيدهن حتى ساعة متأخرة من الليل، ثم يتركوها متمنين للعروسين السعادة والهناء، بينما نجد العريس في بيته جالساً على كرسي صغير وحوله الشباب يغنون ويرقصون ويقوم المحسِّن (الحلاق) بحلق شعر رأسه وذقنه ثم يأخذه الشباب في موكب حافل بالإناشيد والتصفيق حتى يصلوا به إلى أحد العيون أو حمام باشا، ولا يكادون يدخلون حتى يقوم الشباب بخدمته من فرك جسمه وتجهيز ملابسه، وبعد الانتهاء من استحمامه ما يبرحون الخروج من الحمام بأناشيدهم وأغانيهم الشعبية وهم في طريقهم إلى بيت العريس، ومن أناشيدهم سبحان الله والحمد لله ولا إله إلا الله..والله أكبر، أما اليوم فقد تغير بعض الشيء في مراسيم الزفاف أهمها هو بقاء الزوج في بيت أهل زوجته فقد بدأت هذه العادة تتلاشى إن لم تكن قد تلاشت فعلاً ففي السابق كان يزف العريس إلى بيت أهل زوجته ويظل هناك بعض الأيام ثم ما يبرح أن يذهب إلى بيته أو المسكن الذي يقطنه فربما كان يسكن مع والديه.

## قرى جزيرة تاروت

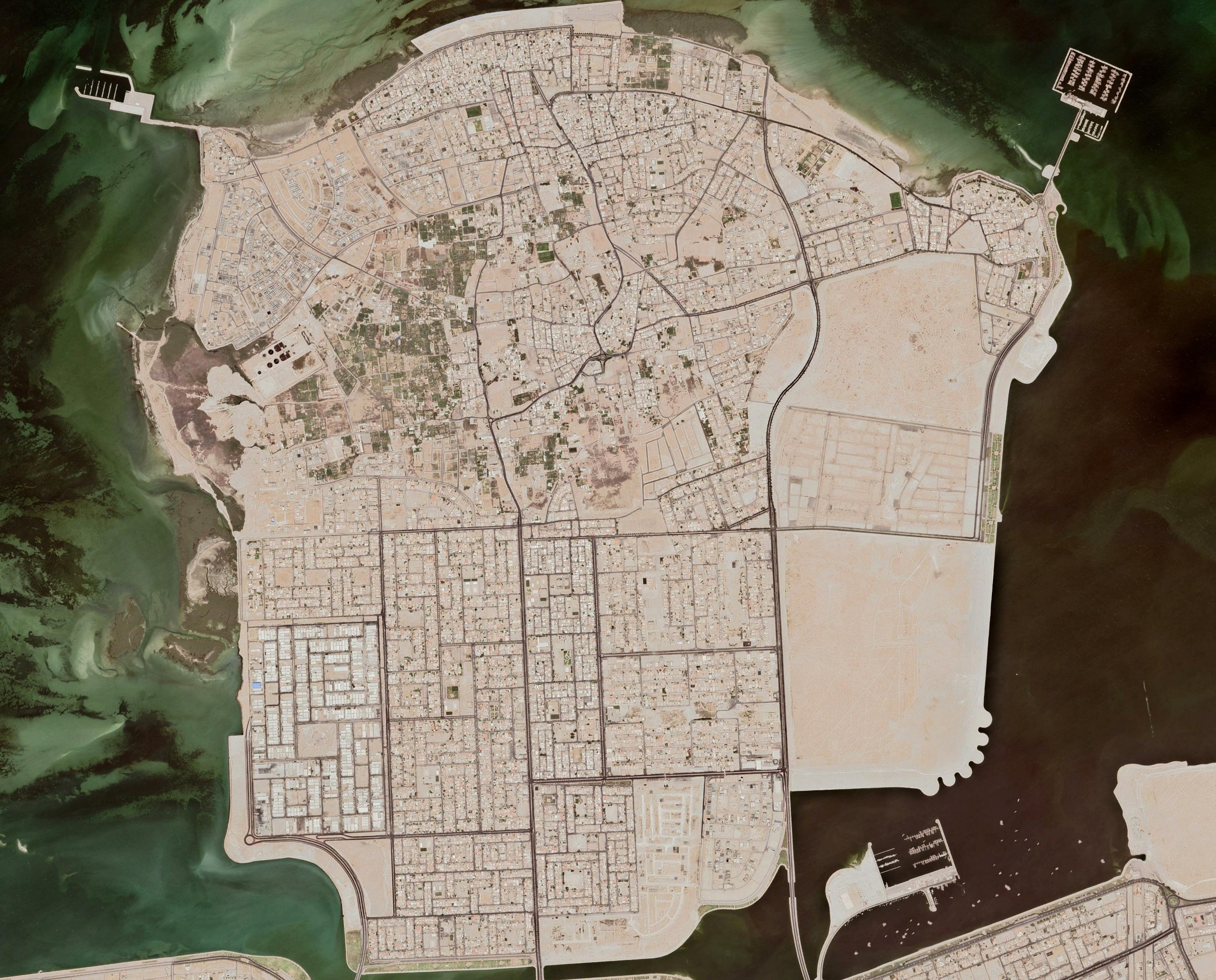
قرى ومناطق جزيرة تاروت

تاروت وسنابس والربيعية ودارين والزور وتتكون قرية تاروت من أحياء أهمها الديرة والتي كانت محاطة بسور يحيطها من جميع الجهات وقد اندثر حالياً وليس له وجود وقلعة تاروت تقع في الجهة الجنوبية الغربية منه وأحياء منها حي الدشة والحوامي والفسيل وأرض الجبل والحسينية والوقف والمرجان وباشلامة والصواري والأندلس واليمامه والنجيمة والجفرة وفريق أبو براة والخارجية وفريق الأطرش بالإضافة إلى المناطق السكنية التي تم دفنها في الجزيرة وهي: التركية والتركية الصناعية وحي الجامعيين والمنيرة والمزروع والمناخ والمشاري والمحيسنيات وحي الرضا وشاطئ الهادي ودخل المحدود والشاطئ.

### سنابس
تتربع على الشاطئ الشرقي للجزيرة وهي ليست مدينة حديثة حيث يوجد بها عدد من البيوت المبنية باللبن ويوجد بها مسجد شهير هو مسجد الشيخ محمد المبارك وهو من المساجد التي بُنيت على الطراز البحريني في بناء المساجد، وقد بنى منارة المسجد الشهيرة أحد الأساتذة البناؤن من دولة البحرين وتعد هذه المدينة همزة وصل بين كل قرى الجزيرة شأنها شأن تاروت وفي سنابس ميناء صغير لقوراب الصيد وبها مركز لسلاح الحدود.
اشتهر سكانها بصيد الأسماك واللؤلؤ .

### قرية الزور
وهي من القرى الصغيرة في الطرف الشمالي للجزيرة وكانت تعرف بثنية من الانثناءة الجغرافية التي تتخذها وهو رأس من الأرض ممتد داخل البحر ويسمى زوراً والأزوار في الخليج كثيرة ويوجد في غرب الزور تلال عددها 33 تلاً وهي عبارة عن مستوطنات هيلينية محترقة تعود إلى ما قبل الميلاد بقرن واحد وقد وجد في هذه التلال هياكل آدمية محترقة وقطع أواني فخارية متكسرة وقد سوِر هذا الموقع الأثري عام 1407هـ ويعرف المكان بدوحة مبيريك نسبة لعبد يدعى مبارك هو من عبيد آل بوفلاسة وقد عمّر قرية الزور مجموعة من الإمارتيين والعمانيين ويوجد في الزور مسجد واحد فقط بني سنة 1400هـ ومركز لخفر السواحل.

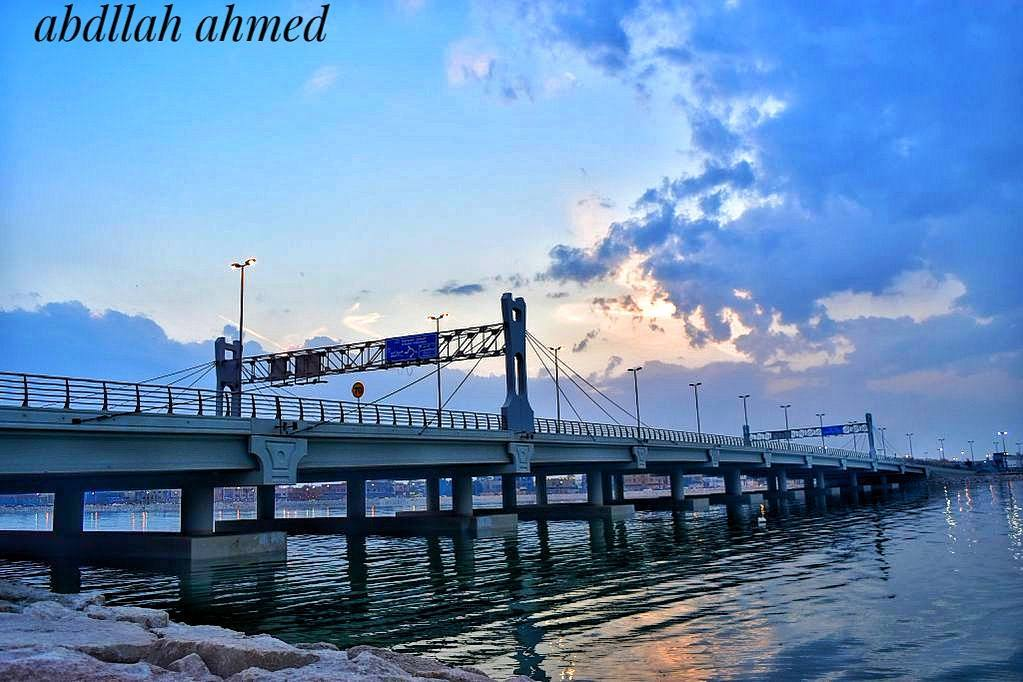
منظر عند الغروب لجسر المشاري الواصل بين جزيرة تاروت والقطيف.

وفي الزور ميناء قديم له إهميته بالنسبة لأهالي سنابس وتاروت وقد وصل عدد السفن الشراعية التي تزوره ذات يوم إلى 300 سفينة لصيد الأسماك واستخرج اللؤلؤ اما الآن فتضائلت أهميته بسبب افتتاح ميناء دارين، وفي غرب الزور توجد تلال رمالها محترقة فيها قواقع بحرية بمختلف الأشكال وبعض الأحجام الترسبية وقطع أواني الفخار .

### الربيعية

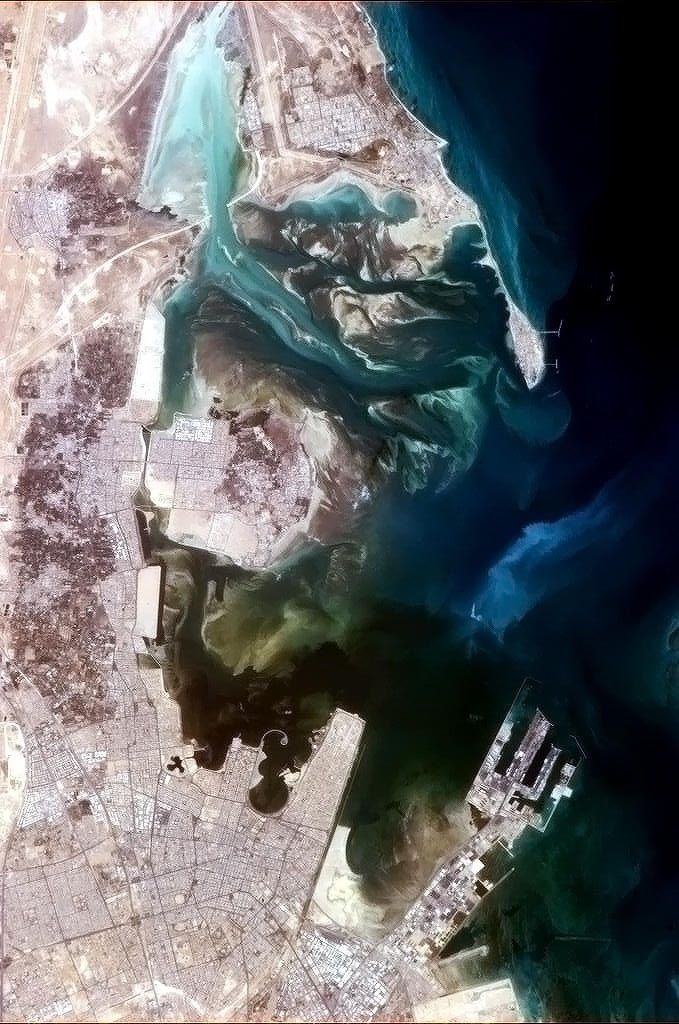
صُورَة جوَيََة لخَلِيج كِيتُوس مِن محطة الفضاء الدولية، تظهر في الصورة جزيرة تاروت (في الوسط) والقطيف (يسار جزيرة تاروت)، وجزء من مدينة سيهات (في الأسفل)، إضافةً إلى مينائيّ رأس تنورة وَميناء الملك عبدالعزيز أعلى وأسفل الصورة.

أسسها الملا حسن بن ربيع صاحب ديوان الزهور الربيعية عام 1340هـ عندما كان تلميذاً للعلامة عبد الله بن معتوق وقد كان معظم منازلها إلى وقت قريب من العشش. أما الآن فتطورت تطوراً ملحوظا ويوجد بها أربعة أحياء وتسمى «فريق الجنوب» في الجنوب و «حي الشمال» شمال الربيعية و «الحي الوسط» في الجهة الوسطى إلى الشرقية وحي «البدرية» في الجهة الغربية. بها ثلاثة مساجد مركزية (مسجد الفتح، ومسجد الخضر، ومسجد العباس) ومدرستان وسوق وحمام شعبي واحد يسمى عين السعودية التي تقع على مكان اثري يعتبر أحد الأماكن الأثرية المهمة في جزيرة تاروت وقد كان بها مستشفى جزيرة تاروت الذي بني عام 1383هـ وهدم عام 1402هـ تحول إلى مستوصف العناية الأولية واقتصر على الربيعية حيث يوجد مستوصف واحد في كل قرية في جزيرة تاروت عدا الزور. يوجد بها عين ماء تسمى عين السعودية وهو بئر ارتوازية يقابل المسجد الجامع في سوق الربيعية الشعبي وكان ويفصل الربيعية عن البحر ثلاث مزارع: مزرعة الكويتي ومزرعة المصلي ومزرعة والصفار. ويربطها بدارين خط ساحلي مسفلت واخر زراعي بتاروت، وسكن بها ثلاثة من كبار علماء القطيف هم السيد صالح انصيف والشيخ محمد جمال الخباز والشيخ عبد الكريم الحبيل. الأخير لازال يقطن فيها، كما يوجد برج للماء في مستشفى تاروت الكبير الذي بني في عهد الملك عبد العزيز وفيها فريق رياضي يدعى الربيع اسس عام 1391هـ وتشتهر بوجود مسجد الخضر فيها أحد أكبر المساجد على مستوى المنطقة .

### دارين
وهي القرية الأخيرة في الساحل الشرقي للجزيرة، ومن أشهر موانئ البحر العربي الشرقي منها تصل بضائع الشرق إلى مختلف أنحاء الجزيرة من الاقمشة وأنواع الطيب والافاوية والأسلحة كالرماح والسيوف لانها تقع على ساحل تصل اليه السفن بسهولة ويسر لعمقه ولقلة الحواجز الصخرية التي تعوق سير السفن ولكن هذا الميناء فقد اهميته بعد إنشاء ميناء البصرة وبعد اتخاذ العقير ميناء العصور الأخيرة، ودارين هي مكان ينسب اليه المسك وقيل بها البيت المشهور:
يمرون بالدهنا خفافاً عيابهم ويرجعن من دارين بجرا الحقائب
والبحارة اطلقوا على الجزيرة (جزيرة دارين) لانها أول ما يقابلون إذا اتوا مبحرين وتقسم دارين إلى ثلاثة احياء وهي الشرق والحوطة وتجرى فيها المتاجرة بالتوابل والعطور والذهب واللؤلؤ، اما الحي الثالث فهو عبارة عن جزيرة صغيرة تسمى الحالة وقد اختفت معالمها عام 1399هـ إذ ردم ما حولها برمال صحراوية.
وقد وجد بدراين جرتا دراهم فضية بتأثيرات ساسانية وهي عبارة عن قطع مستديرة من الفضة على أحد وجهيها نقش يمثل الجزء العلوي من صورة كسرى الفرس ويظهر وجهه في وضع جانبي وعلى رأسه التاج الساساني المجنح وعلى الوجه الثاني للدرهم حارسان مدججان بالسلاح أو واقفين بدونه ويمكن اعتبارهما كاهنين بينهما معبد النار الذي يسهران على حدمته أو حراسته. ويعتبر مطار دارين الذي انشئ بها كأول مطار ينشأ بالمنطقة الشرقية حيث انشئ قبل الحرب العالمية تقريباً عام 1938م بالرفيعة بالقرب من الربيعية في جزيرة تاروت.

### الديرة
الديرة هي الحي الأقدم في جزيرة تاروت والمرتفع عن الأحياء كأنه في تل وسبب في ذلك هو اعماره منذو آلاف السنين حيث يعود تاريخه إلى عهد الفينيقيين. تجد فيه البيوت الطينية والحجرية متراصة، ذات أزقة ضيقة وممرات، وبالتجول بين أزقتها تفوح رائحة الماضي السحيق والتاريخ العميق، وبالعبور تحت أسقف سباطاتها ترتسم ذكريات أجيال وأجيال مرت من هنا.

### التركية
وهي من المناطق الحديثة المدفونة في الجزيرة، ويبلغ حجمها 4 كم2 وتتفرع إلى:
- التركية أ
- التركية ب
- التركية ج
- التركية د
- التركية الصناعية؛ وهي مخصصة للورشات والمعامل الصناعية.

### الأحياء المتفرعة
- الزور
- النرجس
- الصدفة
- الزمرد
- النخيل
- المناخ
- اللؤلؤ
- الجامعيين
- المروج
- الصناعية
- الورود
- الواحة
- الروضة
- الفتح
- الأندلس
- المرجان

## النشاط الاقتصادي

### الزراعة
نسبة 8% من السكان يعتمدون في حياتهم الاقتصادية على الزراعة فأرض تاروت تنتج الفاكهة بمختلف أنواعها: كاللوز والرمان والتين والعنب والبطيخ والليمون والبرتقال والموز والبوبي وكذلك جميع أنواع الخضار كالباميا والطماطم والباذنجان والخس والبقل والكوسة والبصل وغيرها
ويوجد عدد اشجار النخيل والتي تقدّر بـ 150 الف نخلة واصنافها متعدده منها ((لخلاص)) والغرة والماجي والبجيرة ولخنيزي والحلا وخصاب العصفور والشيشي وغيرة.
كان لدى الفلاح التاروتي معرفة تامة بالأرض الصالحة وطريقة التسميد وكذا تركيب الاشجار وأوقاتها وكيفية تقليمها والطريقة لتخزين الحبوب والفواكة الغضة واليابسة. لذا نجدهم يتكلمون بكل ثقة عن اجود أنواع الأراضي ويقسمونها إلى الأرض الطينية والأرض الرملية. والمغبرة والصفراء والمخلخلة والمتماسكة والأرض المفرطة في التخلخل ويرجعون بحكم خبرتهم جودة الأرض ودناءتها إلى اعشاب نبتها.

### صيد الاسماك
تعتبر الممون الرئيسي لأسواق المنطقة الشرقية بالسمك، حيث يتم بيع وشراء كميات كبيرة من الأسماك بالمزاد العلني كل يوم في سوق تاروت والقطيف وهو ما يسمى بالمفرش، ويعتبر المصدر الرئيسي لتزويد أسواق الدمام والخبر والظهران بالأسماك وامتدت إلى مدن المملكة العربية السعودية الأخرى.

### الصناعات
كانت هناك مصانع صغيرة منها مصنع الاواني الفخارية وكان الاهال يصنعون بعض حاجياتهم مثل الحبال والفرش مثل الخوصية والصوفية ويقوم بهذا العمل سيدات المجتمع التاروتي كما عرف على رجال أهل تاروت بصناعة المراكب الشراعية وصناعة الاثاث كالسجم وهو سرير نوم الطفل (المنز) والقفص وهو لوضع الطيور وهناك أنواع منها لوضع الفواكة والخضار وهذه الصناعات تتعلق ب النخلة التي تعتبر المصدر الأول لهذه الصناعات الشعبية.
أما في السنوات الأخيرة ظهرت مصانع كثيرة منها مصنع للثلج ومصنع للطوب الاسمنتي والالمنيوم ومصانع قطع الحجر والرخام ومصنع للحلوى في دارين وهو الوحيد والفريد في جزيرة تاروت هذا بالإضافة إلى ورش الحدادة والنجارة والميكانيكا.

### الأسواق والمراكز التجارية

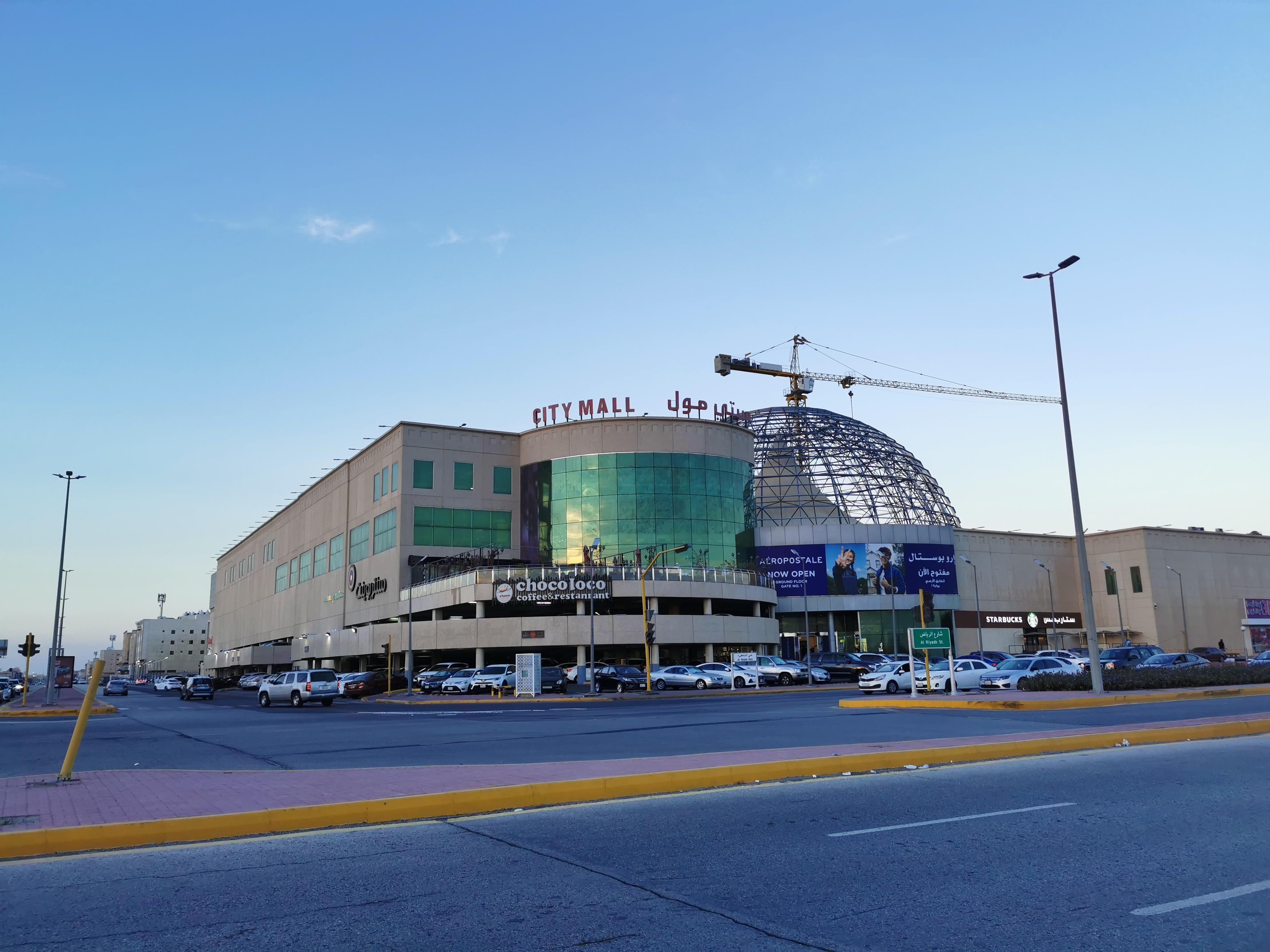
سيتي مول القطيف، فبراير ٢٠٢١م.

#### سيتي مول القطيف
سيتي مول القطيف أو القطيف سيتي مول أو مجمع القطيف المركزي هو مركز تسوق كبير يقع أقصى غرب جزيرة تاروت، بمحافظة القطيف، من المنطقة الشرقية للمملكة العربية السعودية. يقع سيتي مول القطيف على امتداد شارع الرياض، الذي يُمثِّل أحد الطرق الرئيسة في محافظة القطيف. يطل سيتي مول القطيف على الواجهة البحرية المقابلة لجزيرة تاروت ويُجاوره مخطط الشاطئ السكني. يُمكن الوصول إلى المركز التجاري عبر الجسر البحري الممتد إلى جزيرة تاروت. تعلو البهو خيمة مخروطية بارتفاع 27 متراً تُمثِّل شراع سفينة من الخارج. يحتوي سيتي مول القطيف على أكثر من 78 محلا تجارياً بمساحات تتراوح ما بين 50 و 3,500 متر مربع. خصصت بعض المحال إلى الشركات ذات العلامات التجارية المتخصصة. منها في الملابس والعطور وكذلك المجوهرات والأحذية والكماليات والاحتياجات المنزلية. تتخذ العديد من اللجان الأهلية والمنظمات والجمعيات الخيرية مركز القطيف التجاري لإقامة مختلف أنواع الفعاليات، منها فعاليات إرشادية، برامج تطوعية، ومقابلات ندوية. تم تخصيص مساحة 3500 متر مربع لصالة ألعاب حديثة.

## الرياضة
هناك حاليا ثلاثة نوادٍ مسجلة رسميًا بالرئاسة في الجزيرة وهي:
- الهدى بتاروت

وسجل في عام 1396هـ بينما كان متأسسا قبل هذا التاريخ بفترة طويلة.
- النور بسنابس

الذي تأسس عام 1391هـ بعد أن سجل رسمياً غير اسمه السابق وهو هلال الجزيرة.
- الجزيرة بدارين تأسس عام 1386 هـ
- الربيع في الربيعية وهو من الاندية التي لم تسجل رسميا في رعاية الشباب وكان من الاندية المسجلة في مركز الخدمة الاجتماعية وكان له مقر في الثمانينات الميلادية

ولكل الاندية انشطة رياضية وثقافية داخل مبانيها.وتوجد في جزيرة تاروت عموما الكثير من الفرق الرياضية والتي تمارس لعبة كرة القدم وتسمى فرق الحواري.

## الأماكن التاريخية والترفيهية والرياضية
- قلعة تاروت الأثرية
- مطار دارين; بني في عام 1911 من قبل الإمبراطورية البريطانية خلال الحرب العالمية الأولى
- برج أبو الليف
- مهرجان الدوخلة
- كورنيش دارين
- كورنيش المحيسنيات
- كورنيش سنابس
- كورنيش الزور
- سيتي مول القطيف
- نادي الجزيرة الرياضي بدارين
- نادي النور الرياضي بسنابس
- نادي الهدى الرياضي بتاروت
- صالة الأبراج الترفيهية للبلياردو
- صالة البدر لكمال الأجسام

### جمعية تاروت الخيرية
جمعية تاروت الخيرية هي منظمة خيرية مقرها جزيرة تاروت، بمحافظة القطيف، في المنطقة الشرقية للمملكة العربية السعودية. تأسست جمعية تاروت الخيرية للخدمات الاجتماعية في محرم 1378هـ في جزيرة تاروت وسجلت لدى وزارة الشؤون الاجتماعية برقم (12).
تهدف إلى المشاركة في رفع المستوى الاجتماعي والثقافي والصحي بجزيرة تاروت عن طريق الفعاليات والأنشطة التالية:
1. تقديم المساعدات المالية والعينية على شكل رواتب شهرية ومساعدات مؤقتة للأسر والأفراد الذين يثبت استحقاقهم للمساعدة على ضوء البحث الاجتماعي .
2. تقديم الخدمات الإيوائية للمعاقين والأيتام ومن في حكمهم وغيرهم ممن يستحقون الرعاية الدائمة .
3. تقديم المساعدات المالية أو العينية للمتضررين من الحوادث والكوارث الطبيعية مثل الحريق أو انهيار منازلهم بسبب الأمطار أو العواصف .
4. رفع الوعي الاجتماعي من خلال اشراك المجتمع في تنفيذ المشاريع الخيرية .
5. تبني تنفيذ البرامج الصحية والوقائية بالمنطقة أو المشاركة في تنفيذها .
6. إقامة الدورات التدريبية لأبناء المجتمع مثل دورات الحاسب الآلي والتقوية الطلابية ومختلف دورات العلم والمعرفة

الهيكل الإداري والتنظيمي لجمعية تاروت الخيرية:
- رئيس المجلس: محمد بن علي بن محمد الصغير.[15]
- نائب الرئيس: محمد بن سعيد سلمان الصفار.

الأقسام واللجان في الجمعية:
- اللجنة الصحية.
- الشئون الادارية.
- اللجنة النسائية.
- لجنة العلاقات العامة.

## الحدائق والمنتزهات
| م | اسم الحديقة   | الموقع                      | المساحة (بالمتر المربع) |
| - | ------------- | --------------------------- | ----------------------- |
| 1 | حديقة دارين   | دارين                       | 15500                   |
| 2 | حديقة الصفار  | حي الصواري بتاروت – مخطط 21 | 2500                    |
| 3 | حديقة سنابس   | سنابس                       | 5600                    |
| 4 | حدبقة اليمامة | حي اليمامة – مخطط 1105      | 1200                    |

## مؤسسة تطوير دارين وتاروت
في 24 نوفمبر 2022، أعلن الأمير محمد بن سلمان اعتماد التوجه التنموي لجزيرة دارين وتاروت والمبادرات المستقبلية للجزيرة، وإنشاء مؤسسة تطوير جزيرة دارين وتاروت بميزانية تقديرية بقيمة مليارين و 644 مليون ريال، تهدف المؤسسة للارتقاء بجودة الحياة وتنمية الناتج المحلي، من خلال الاستفادة من الميزات النسبية للجزيرة في النواحي التراثية، والبيئة، والسياحية. بما يسهم في تحقيق التنوع الاقتصادي.
ويتضمن التوجه التنموي للجزيرة الواقعة على مساحة 32 كيلو متراً مربعاً ويقطنها 120 ألف نسمة، تحديد المقومات والمزايا النسبية والتنافسية للجزيرة وفق ثلاث ركائز رئيسية لرسم مستقبل جزيرة دارين وتاروت، وهي: المحافظة على الجانب الثقافي والتراثي التاريخي للجزيرة. وإحياء المواقع الطبيعية والبيئية. والارتقاء بجودة الحياة وتعزيز اقتصادها السياحي.
ولتحقيق مستهدفات التوجه التنموي للجزيرة طُورت أكثر من 19 مبادرة نوعية، على أكثر من جانب، فعلى الجانب الثقافي سيتم تطوير قلعة ومطار دارين كوجهات سياحية تراثية، وإقامة عدة مهرجانات ثقافية وتراثية في الجزيرة بالإضافة لإنشاء مسارات متعددة للمشاة تتخلل المناطق التراثية في الجزيرة، وعلى الجانب البيئي سيتم إنشاء أكبر غابة مانجروف على ضفاف الخليج العربي، وإنشاء عدد من الفنادق والنزل البيئية في المناطق الطبيعية، بالإضافة إلى الارتقاء بجودة الحياة في الجزيرة عن طريق إنشاء الطرق والبنى التحتية والحدائق العامة والتي تتضمن عدة ملاعب ومنشآت رياضية حديثة.
ومن المتوقع أن يسهم التوجه التنموي في الناتج المحلي الإجمالي بمتوسط يصل إلى 297 مليون ريال سنوياً، وزيادة عدد السياح وصولاً إلى 1.36 مليون سائح بحلول عام 2030، وتوفير آلاف الفرص الوظيفية بالإضافة إلى تخصيص ما يصل إلى 48% من مساحة الجزيرة للساحات والحدائق العامة والواجهات البحرية والطرق والمرافق.

## انظر ايضاً
- برج أبو الليف
- تل تاروت
- قلعة تاروت
- مطار دارين
- ميناء دارين

## وصلات خارجية
- موقع جزرة تاروت
- صفحة جزيرة تاروت على الفيسبوك https://www.facebook.com/Tarut.Island
- ملتقى سنابس الثقافي
- تاروت ومصر القديمة
- شبكة فكر الثقافية www.fajrweb.net

## معرض صور

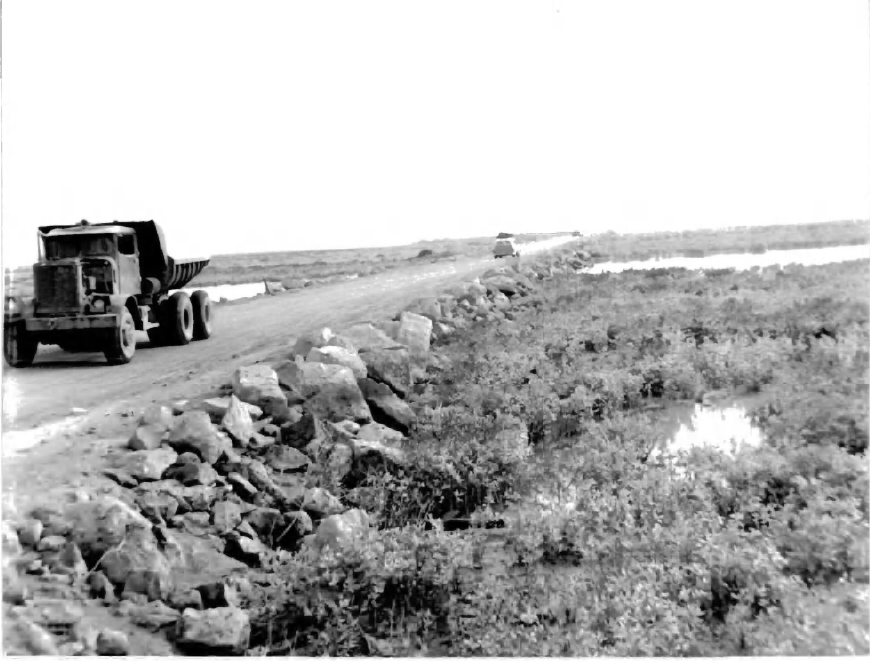
أول جسر بري يربط جزيرة تاروت بالقطيف، شُيد في عام 1964م
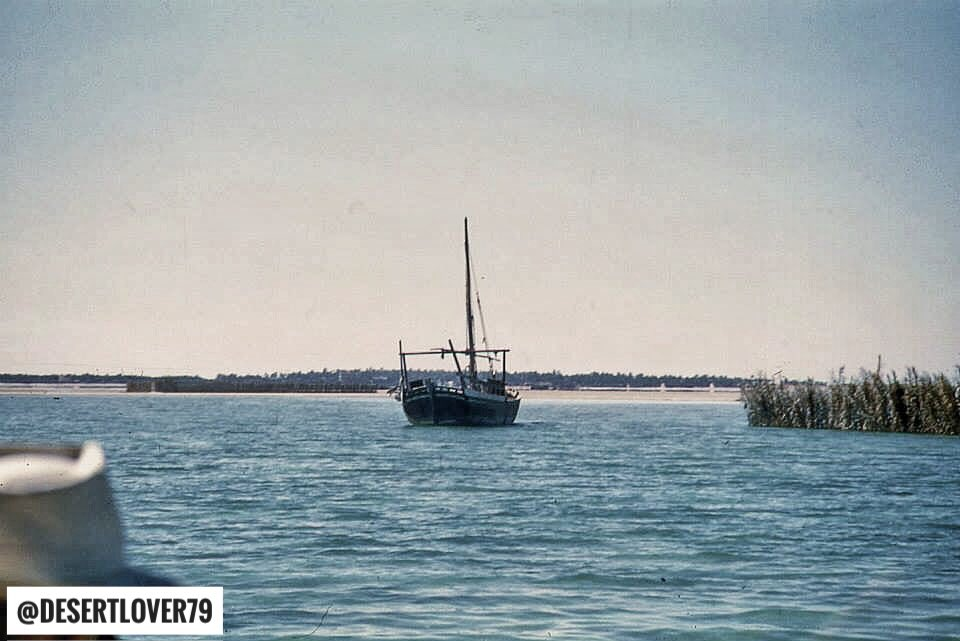
السفن، إحدى وسائل التنقل قبيل إنشاء الجسر، 1955م.
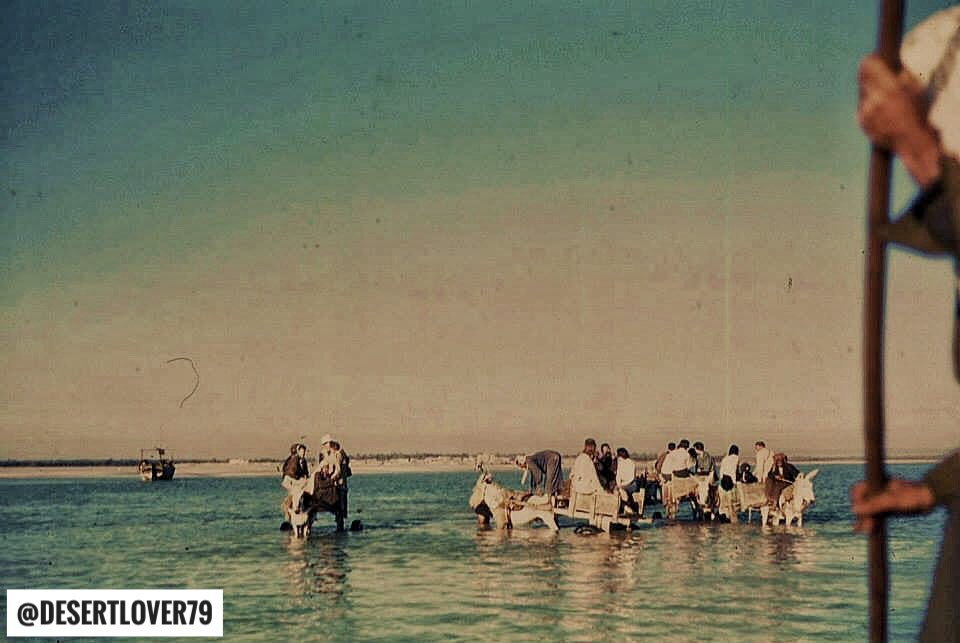
عند انحسار الماء يستخدم القاري للوصول للضفة الأخرى، 1955م.
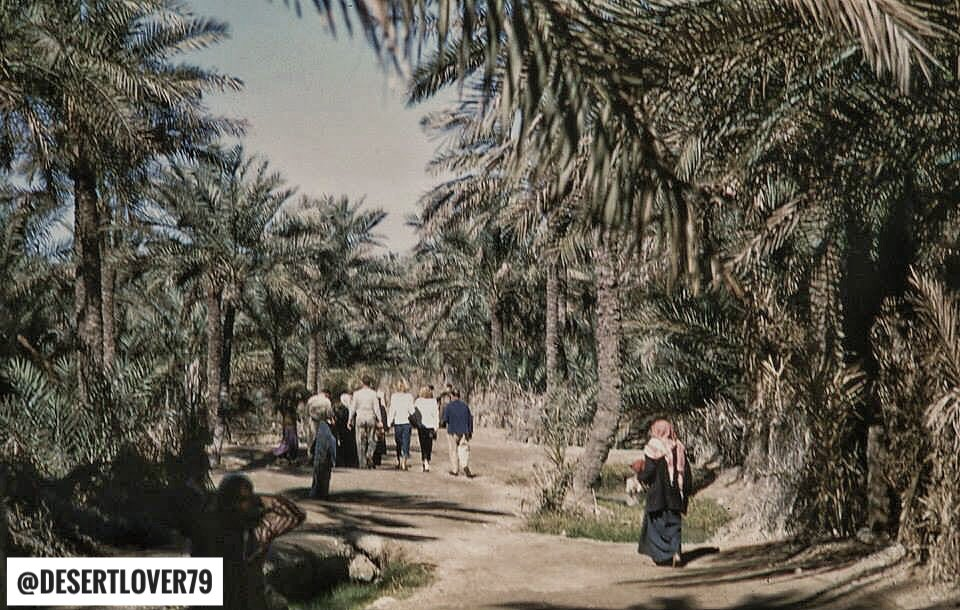
كانت النخيل تغطي أغلب أنحاء الجزيرة، 1955م.
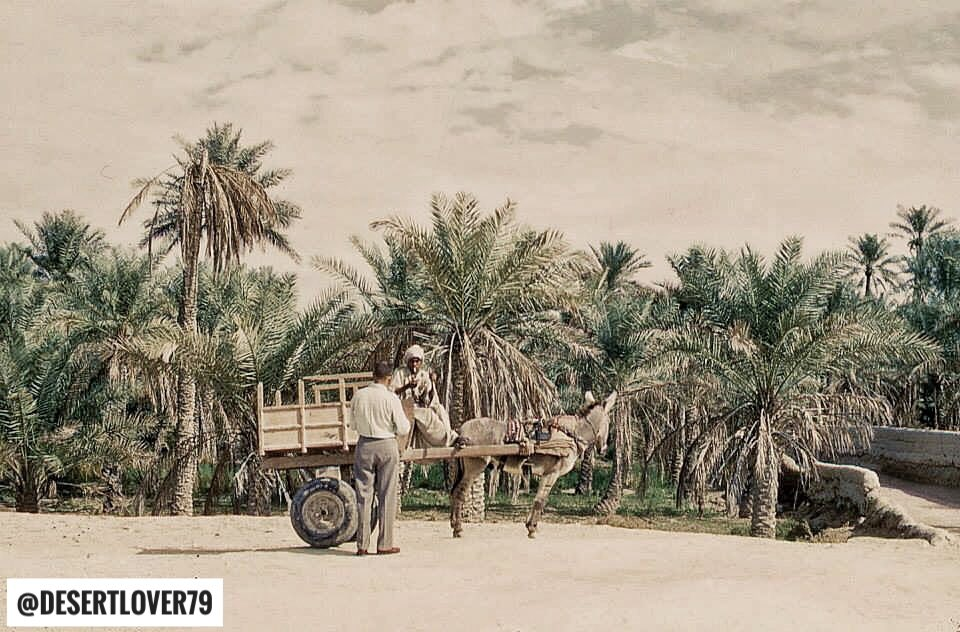
1955م
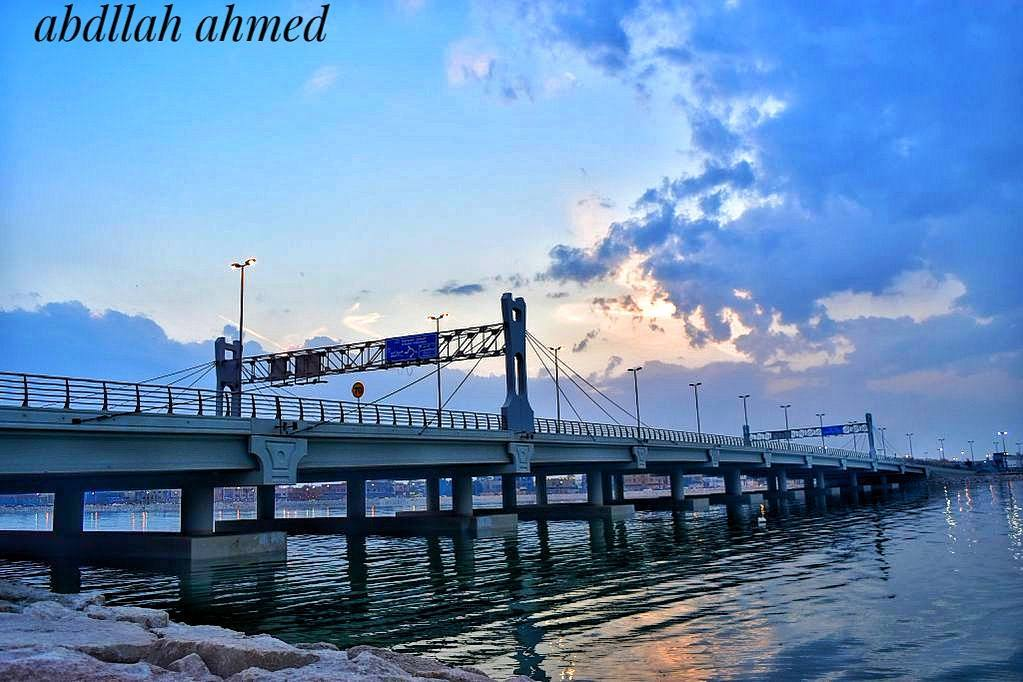
أحد الجسور الثلاثة، تم الانتهاء منه في عام 2015م.
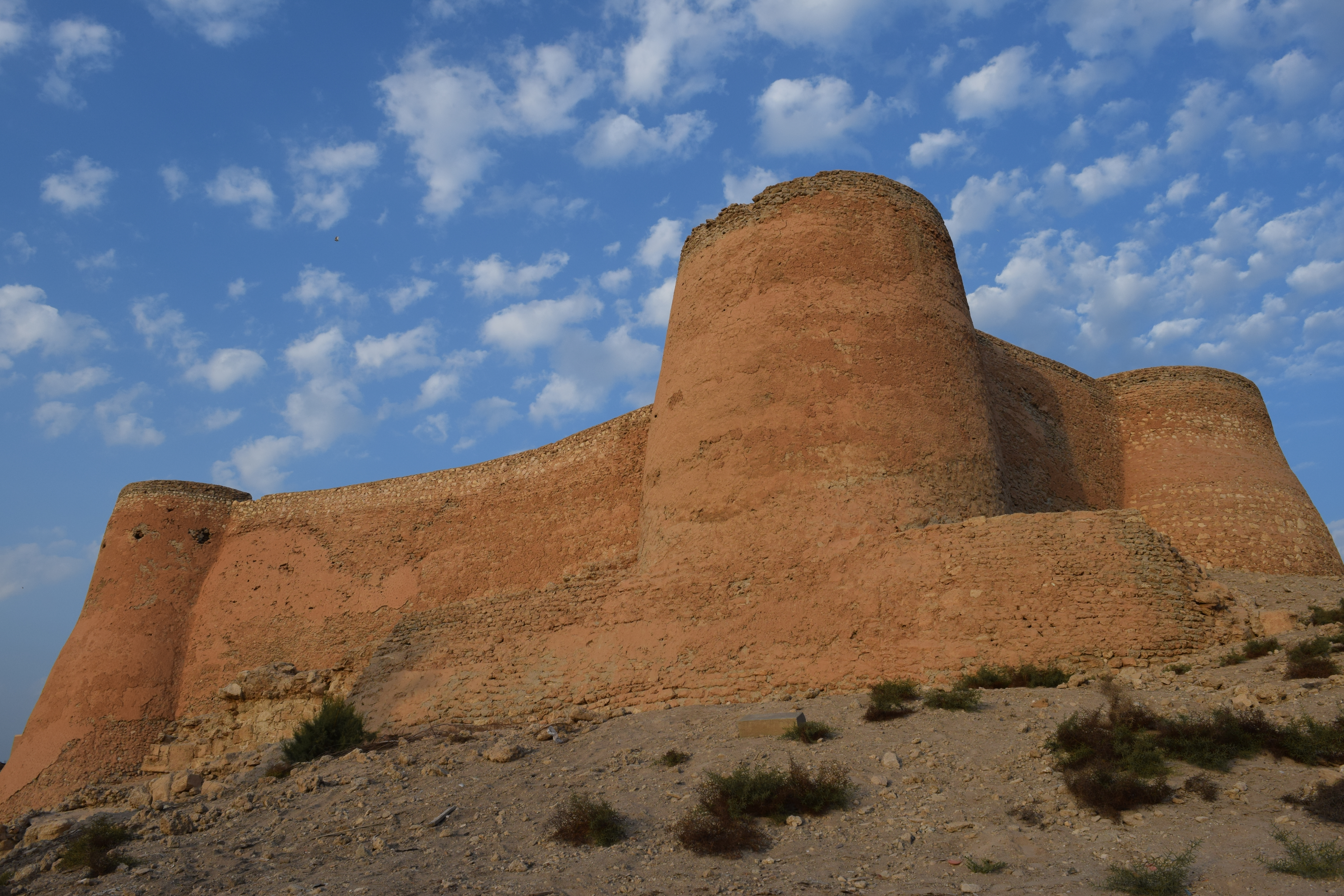
قلعة تاروت، يعود تاريخها إلى الدولة العيونية.
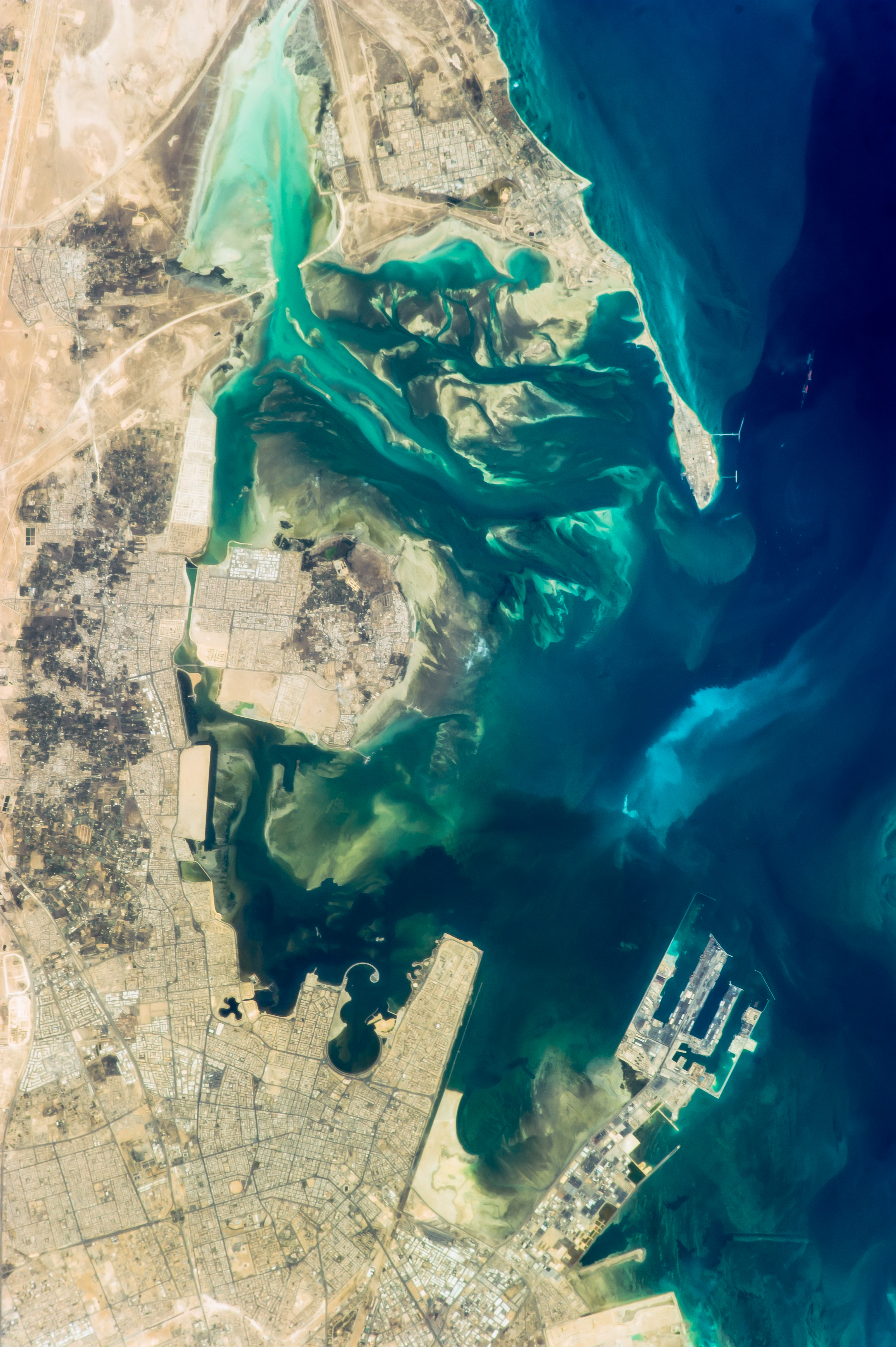
خليج تاروت كما يظهر بالأقمار الصناعية، تتنصفه الجزيرة.
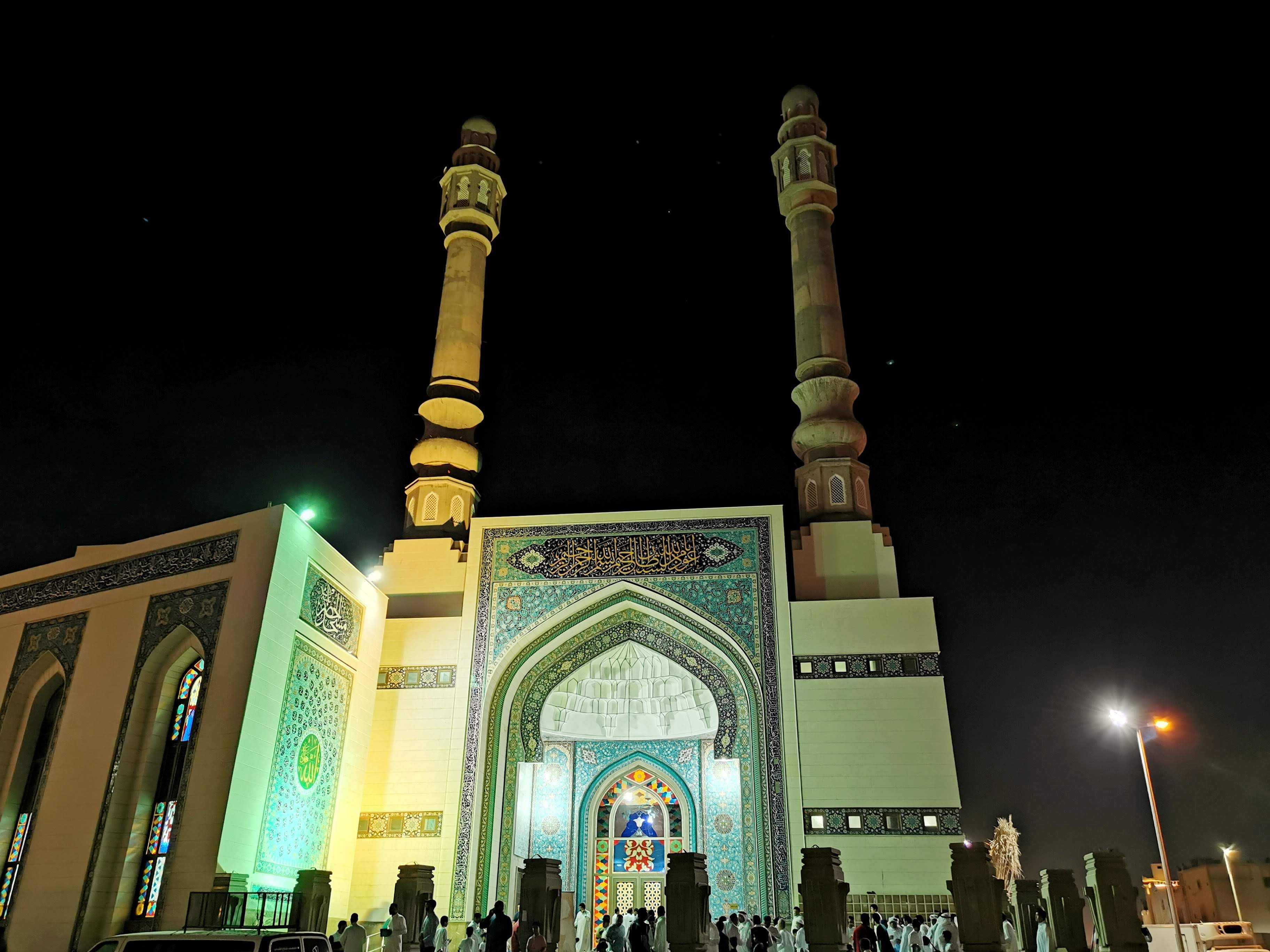
مسجد الخضر
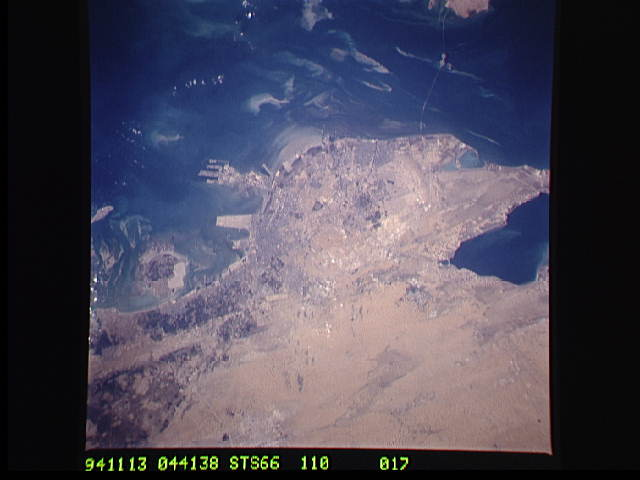
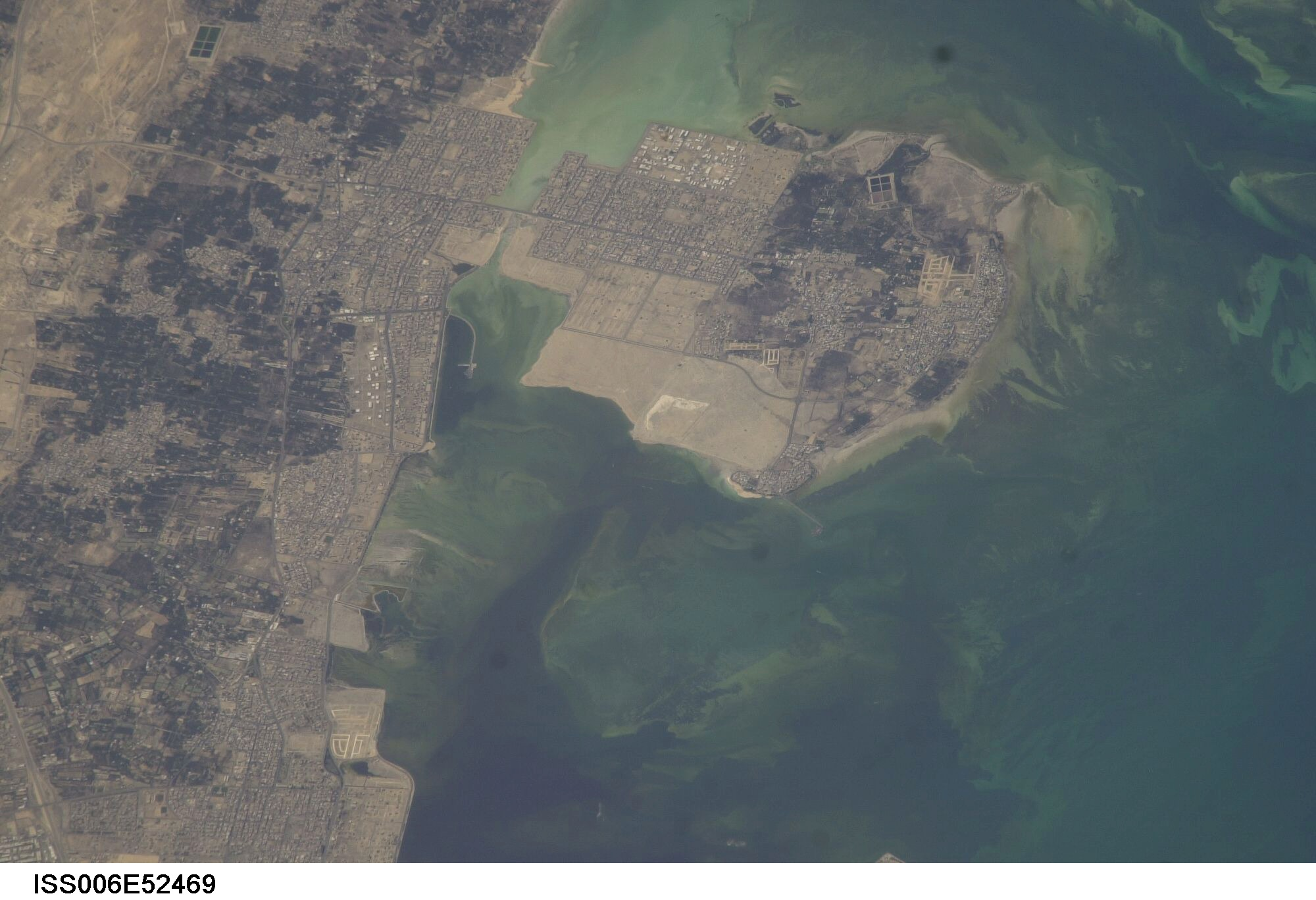
جزيرة تاروت كما تظهر بالأقمار الصناعية، ٢٠٠٣م.